# Max-Planck-Forschungsstelle für Enzymologie der Proteinfaltung
Die Max-Planck-Forschungsstelle für Enzymologie der Proteinfaltung war eine außeruniversitäre Forschungseinrichtung der Max-Planck-Gesellschaft mit Sitz in Halle an der Saale. Schwerpunkt war die Grundlagenforschung bezüglich des Einflusses der Konformationsänderung von Proteinen und Peptiden auf deren  biologische Aktivität. Die Forschungsstelle wurde in der Zeit ihres Bestehens von dem Biochemiker Gunter S. Fischer geleitet.

## Geschichte
Im Juni 1996 begründet, war sie seit September 1998 im Biozentrum Halle untergebracht. Hier befinden sich außerdem noch einige Forschungsgruppen der Martin-Luther-Universität Halle-Wittenberg. Die Forschungsstelle wurde zum 31. Dezember 2012 geschlossen.

## Forschungsstruktur
Die Max-Planck-Forschungsstelle für Enzymologie der Proteinfaltung wies insgesamt 7 Arbeitsgruppen und des Weiteren 2 unabhängige Nachwuchsgruppen auf.
- Zellbiologie
- Signaltransduktion
- Organische Chemie
- Peptidsynthese
- Hitzeschockproteine als enzymatische Faltungskatalysatoren
- NMR-Spektroskopie
- Massenspektrometrie

Die unabhängigen Nachwuchsgruppen beschäftigten sich mit:
- PDI chaperones and client proteins in cancer pathogenesis,
- Proteinfaltung und Aggregation.